# Det fria Sverige
Det fria Sverige (DFS) är en svensk nationalistisk, antisemitisk intresseförening med "det uttryckliga syftet att arbeta för en svensk framtid genom opinionsbildning, folkbildning och genom att skapa mötesplatser för svenskar i allmänhet och nationalister i synnerhet". Den antirasistiska forskningsstiftelsen Expo betecknar organisationen som högerextrem.
Det fria Sverige, som arbetar via poddar och sin sida Svegot, har även som mål att etablera vad de kallar ”Svenskarnas hus” på olika platser i Sverige. Sedan 2023 driver Det Fria Sverige två ”Svenskarnas hus”, ett i Älgarås, Töreboda och ett i Vollsjö, Sjöbo.
Organisationen beskrivs i eget material som "Sveriges största nationalistiska förening".

## Historia
Organisationen grundades den 24 november 2017. Bland grundarna fanns Dan Eriksson, Magnus Söderman, Ingrid Carlqvist, Daniel Frändelöv och Robin Holmgren, som i varierande grad före grundandet av DFS var medlemmar i eller hade kopplingar till högerextrema grupper som Nordiska motståndsrörelsen, Svenskarnas parti, Info-14, Nationaldemokraterna och Ukrainska Azovbataljonen.
År 2021 uppmärksammades det att en tjänsteman på Sverigedemokraternas riksdagskansli och före detta senior rådgivare på Nordiska rådet var engagerad i DFS. Tjänstemannen hade själv arbetat med projektet ”svenska zoner” tillsammans med Alternativ för Sverige företrädaren Stefan Fahlander, som också är medlem i DFS.
Den 20 juli 2024 rapporterades att SEB stängt ner DFS bankkonton.
Sommaren 2024 startde föreningens ungdomssatsning, DFS ungdom.
År 2025 avslöjades det att en ombudsman för Sverigedemokraternas ungdomsförbund Ungsvenskarna i Södermanland var medlem i DFS och tillsammans med andra medlemmar skrivit motioner till förbundets kongress. Enligt uppgifter föreslog även en DFS-medlem ”att motionera om att öppna upp för samarbete med andra högerextrema organisationer”.

## Svenskarnas hus
DFS huvuduppdrag är etableringen av så kallade ”Svenskarnas hus”, sociala center och högkvarter med fokus på (svensk) nationalism. Det primära syftet med husen är att vara en samlingsplats för DFS medlemmar och en bas för olika former av verksamhet, bland annat utbildning. Inspirationen kommer framför allt från den tidiga socialdemokratiska arbetarrörelsen, som byggde parallella samhällsstrukturer.
Det första köpet av ett Svenskarnas hus stod klart den 22 oktober 2018, med ett hus i Älgarås, Töreboda kommun.
År 2023 etablerades det andra Svenskarnas hus, utanför Vollsjö i Sjöbo kommun. Den 20 april 2024 förstördes en byggnad på tomten i en brand.